# Museu Gurvich
El Museu Gurvich (castellà: Museo Gurvich) és un museu d'art de Montevideo, Uruguai. L'horari de visita és de dilluns a divendres de 10:00 a 18:00, dissabtes d'11.00 a 15.00, diumenges tancat tot l'any. Per a entrar al museu s'ha de pagar, excepte els dimarts, on hi ha entrada lliure.
El museu i la Fundació van ser creats amb l'objectiu de promoure la vida i obra de l'artista uruguaià d'ascendència lituana José Gurvich.

## Sales
El museu té sis sales amb diferents activitats.
- Sales 1 i 2: es troben a la planta baixa, a l'esquerra de l'edifici. Hi ha murals de José Gurvich, una botiga de regals i la recepció. En aquesta zona hi ha exposicions permanents. A la dreta, en canvi, hi ha pintures de José Gurvich.
- Sales 3 i 4: s'ubiquen al subsòl. En aquesta zona funciona la cronologia, la direcció i la secretaria, la biblioteca i l'arxiu del museu. A la dreta hi ha objectes i dibuixos de José Gurvich, l'exposició dels quals és permanent, a més d'una sala de lectura. Cap a l'esquerra, hi ha escultures de l'artista.
- Sales 5 i 6: per acabar, aquestes es troben al primer pis. Generalment només hi ha exposicions temporals, és a dir, sense caràcter permanent.